# United States Air Forces in Europe

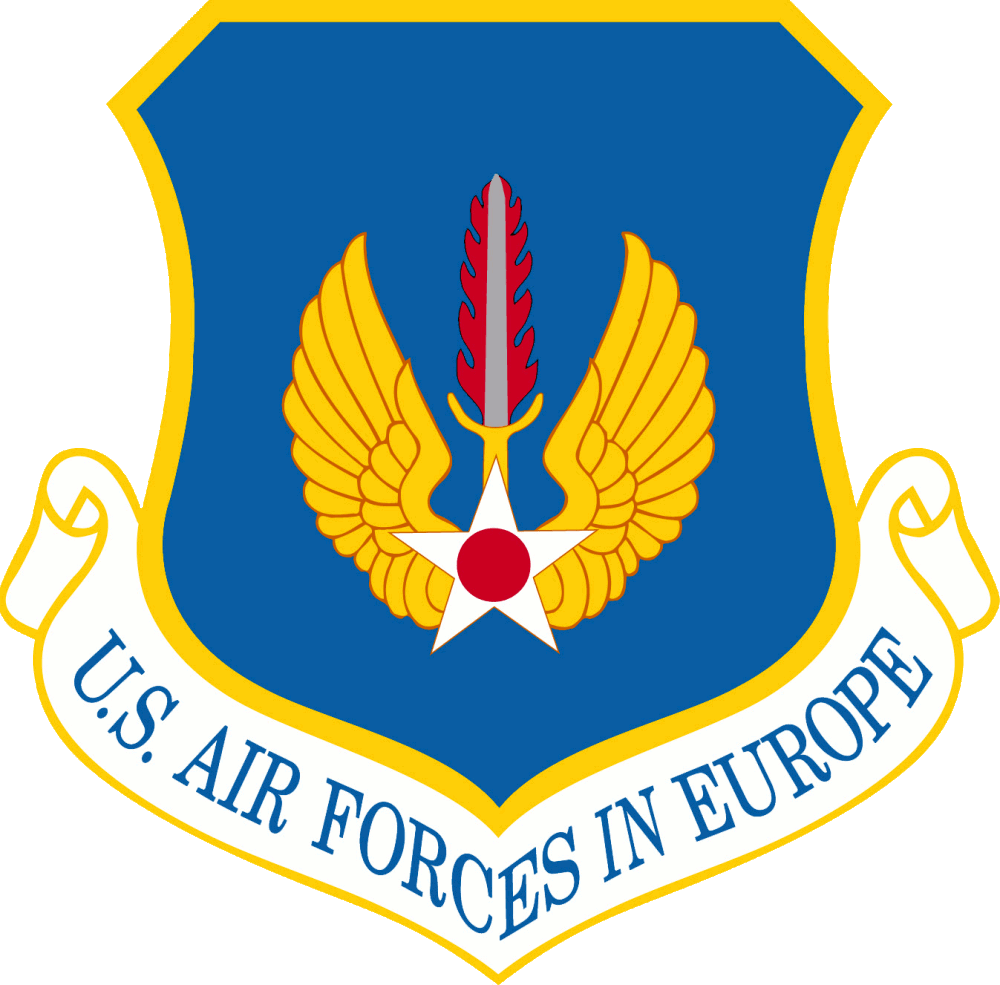

De United States Air Forces in Europe - Air Forces Africa (USAFE-AFAFRICA) is een Amerikaanse expeditionaire troepenmacht van de USAF, en een componentcommando van zowel het United States European Command (USEUCOM) als het United States Africa Command (USAFRICOM). Als onderdeel van haar missie voert USAFE-AFAFRICA het bevel over Amerikaanse luchtmachteenheden die zijn toegezegd aan de NAVO-commandostructuur.
USAFE-AFAFRICA heeft zijn hoofdkantoor op Ramstein Air Base in Duitsland. De operationele sterkte van USAFE-AFAFRICA (anno 2024) is circa 200 vliegtuigen en 35.000 personeelsleden (34.000 militair en 1000 burger).
Zoals de naam al aangeeft vinden de hoofdactiviteiten van USAFE-AFAFRICA in Europa en Afrika plaats. Ook zelfs delen van Rusland vallen onder de gebieden waarvoor de component verantwoordelijk is. USAFE-AFAFRICA is tevens verantwoordelijk voor de training van Amerikaans NAVO-personeel.

## Geschiedenis
USAFE stamt uit diverse eenheden. Vanaf 1942 voerden eenheden van de Amerikaanse 8th Air Force (Army Air Force) operaties uit in het Europese luchtruim en aan het eind van de Tweede Wereldoorlog was de sterkte hiervan 17.000 vliegtuigen en 450.000 man militair personeel. Het merendeel van deze vliegtuigen en militairen werd na de oorlog resp. verschroot en gedemobiliseerd. Een relatief klein deel (1000 vliegtuigen en 13.000 militairen) bleef echter in Duitsland achter als nieuwe USAF eenheid en maakte deel uit van het toenmalige bezettingsleger. Na de oprichting van de NAVO in 1949 kregen deze eenheden als taak het verdedigen van Europa tegen de voormalige Sovjet-Unie.
In de Verenigde Staten maakte de 16th Air Force van 1957 tot en met 1966 deel uit van het Strategic Air Command. Deze eenheid had het commando over alle bases die het Strategic Air Command in Europa gebruikte en had zijn hoofdkwartier op de basis Torrejón in Spanje.
Vanwege defensie-reorganisaties zou Strategic Air Command zich uit Europa terugtrekken. Ter vervanging werden de resterende eenheden van de 8e Luchtmacht en de eenheden van de 16e Luchtmacht in 1967 geïntegreerd in een nieuw commando: de USAFE.
In de loop der jaren handhaafde de USAFE zich als verdediger tijdens de Koude Oorlog. Daarna veranderde de structuur zich door nieuwe internationale crises. USAFE heeft inmiddels zijn sporen ruimschoots verdiend in de Golfoorlog (1990-1991), Bosnische Oorlog, Kosovo-oorlog en bij evacuaties tijdens een overstroming in Mozambique. 
Op 20 april 2012 nam USAFE formeel zijn huidige benaming United States Air Forces in Europe - Air Forces Africa (USAFE-AFAFRICA) aan toen de Zeventiende Luchtmacht werd gedeactiveerd. Bij de oorlog in Afghanistan biedt de USAFE-AFAFRICA een ondersteunende rol (bijvoorbeeld bijtanken van vliegtuigen die op weg zijn naar Afghanistan).

## Bron
- Website van USAFE